# Irina Spîrlea
Irina Spîrlea (Bucarest, 26 marzo 1974) è un'ex tennista romena.

## Carriera
A livello giovanile si è fatta notare per la vittoria del Roland Garros 1990 nel doppio ragazze insieme a Ruxandra Dragomir.
Ha fatto il suo esordio tra le professioniste nel 1990 ed in carriera è riuscita a vincere quattro titoli nel singolare e sei nel doppio femminile.
Nei tornei dello Slam ha ottenuto come miglior risultato la semifinale agli US Open 1997, persa in tre set contro Venus Williams.
Nel 1992 ha rappresentato la Romania alle Olimpiadi di Barcellona, ma è uscita subito al primo turno.
In Fed Cup ha giocato un totale di diciotto match con la squadra rumena vincendone dieci.

## Statistiche

### Singolare

#### Vittorie (4)
| Legenda: Prima del 2009 | Legenda: Dal 2009     |
| ----------------------- | --------------------- |
| Grande Slam (0)         |                       |
| Ori Olimpici (0)        |                       |
| WTA Championships (0)   |                       |
| Tier I (0)              | Premier Mandatory (0) |
| Tier II (1)             | Premier 5 (0)         |
| Tier III (1)            | Premier (0)           |
| Tier IV & V (2)         | International (0)     |

| No. | Anno | Torneo                                       | Superficie  | Avversaria in finale | Punteggio        |
| 1.  | 1994 | Internazionali Femminili di Palermo, Palermo | Terra rossa | Brenda Schultz       | 6–4, 1–6, 7–6(5) |
| 2.  | 1995 | Internazionali Femminili di Palermo, Palermo | Terra rossa | Sabine Hack          | 7–6(1), 6–2      |
| 3.  | 1996 | Bausch & Lomb Championships, Amelia Island   | Terra verde | Mary Pierce          | 6(7)–7, 6–4, 6–3 |
| 4.  | 1998 | Internationaux de Strasbourg, Strasburgo     | Terra rossa | Julie Halard-Decugis | 7–6(5), 6–3      |

### Doppio

#### Vittorie (6)
| Legenda: Prima del 2009 | Legenda: Dal 2009     |
| ----------------------- | --------------------- |
| Grande Slam (0)         |                       |
| Ori Olimpici (0)        |                       |
| WTA Championships (0)   |                       |
| Tier I (1)              | Premier Mandatory (0) |
| Tier II (2)             | Premier 5 (0)         |
| Tier III (2)            | Premier (0)           |
| Tier IV & V (1)         | International (0)     |

| No. | Anno | Torneo                                       | Superficie  | Compagna                | Avversarie in finale               | Punteggio     |
| 1.  | 1994 | Taranto Open, Taranto                        | Terra rossa | Noëlle van Lottum       | Sandra Cecchini Isabelle Demongeot | 6–3, 2–6, 6–1 |
| 2.  | 1995 | Indonesia Open, Giacarta                     | Cemento     | Claudia Porwik          | Laurence Courtois Nancy Feber      | 6–2, 6–3      |
| 3.  | 1996 | Internazionali d'Italia, Roma                | Terra rossa | Arantxa Sánchez Vicario | Gigi Fernández Martina Hingis      | 6–4, 3–6, 6–3 |
| 4.  | 1999 | Open Gaz de France, Parigi                   | Sintetico   | Caroline Vis            | Elena Lichovceva Ai Sugiyama       | 7–5, 3–6, 6–3 |
| 5.  | 1999 | Fortis Championships Luxembourg, Lussemburgo | Sintetico   | Caroline Vis            | Tina Križan Katarina Srebotnik     | 6–1, 6–2      |
| 6.  | 1999 | Generali Ladies Linz, Linz                   | Sintetico   | Caroline Vis            | Tina Križan Larisa Neiland         | 6–4, 6–3      |

### Risultati in progressione
| Sigla | Risultato               |
| ----- | ----------------------- |
| V     | Vincitore               |
| F     | Finalista               |
| SF    | Semifinalista           |
| O     | Oro olimpico            |
| A     | Argento olimpico        |
| SF    | Bronzo olimpico         |
| QF    | Quarti di Finale        |
| 4T    | Quarto turno            |
| 3T    | Terzo turno             |
| 2T    | Secondo turno           |
| 1T    | Primo turno             |
| RR    | Round Robin             |
| LQ    | Turno di qualificazione |
| A     | Assente                 |
| ND    | Non disputato           |

| Legenda superfici    |
| -------------------- |
| Cemento              |
| Terra battuta        |
| Erba                 |
| Superficie variabile |

#### Singolare nei tornei del Grande Slam
| Torneo          | 1992 | 1993 | 1994 | 1995 | 1996 | 1997 | 1998 | 1999 | 2000 |
| --------------- | ---- | ---- | ---- | ---- | ---- | ---- | ---- | ---- | ---- |
| Australian Open | A    | A    | 1T   | 4T   | 2T   | QF   | 1T   | 1T   | 1T   |
| Open di Francia | 1T   | A    | 4T   | 3T   | 4T   | 4T   | 1T   | 3T   | 1T   |
| Wimbledon       | A    | A    | 2T   | 3T   | 2T   | 4T   | 4T   | 1T   | 1T   |
| US Open         | A    | A    | 1T   | 1T   | 3T   | SF   | 4T   | 3T   | A    |

#### Doppio nei tornei del Grande Slam
| Torneo          | 1992 | 1993 | 1994 | 1995 | 1996 | 1997 | 1998 | 1999 | 2000 |
| --------------- | ---- | ---- | ---- | ---- | ---- | ---- | ---- | ---- | ---- |
| Australian Open | A    | A    | 2T   | 3T   | 3T   | 1T   | 1T   | 2T   | 2T   |
| Open di Francia | A    | A    | 2T   | QF   | 1T   | 2T   | 2T   | 1T   | A    |
| Wimbledon       | A    | A    | 1T   | 3T   | 3T   | 2T   | 1T   | 3T   | 3T   |
| US Open         | A    | A    | 1T   | 3T   | 3T   | 1T   | 3T   | 1T   | A    |

#### Doppio misto nei tornei del Grande Slam
| Torneo          | 1992 | 1993 | 1994 | 1995 | 1996 | 1997 | 1998 | 1999 | 2000 |
| --------------- | ---- | ---- | ---- | ---- | ---- | ---- | ---- | ---- | ---- |
| Australian Open | A    | A    | A    | A    | QF   | QF   | A    | A    | A    |
| Open di Francia | A    | A    | A    | 2T   | 2T   | 2T   | A    | A    | A    |
| Wimbledon       | A    | A    | 1T   | 2T   | 1T   | A    | A    | A    | A    |
| US Open         | A    | A    | A    | QF   | 1T   | A    | A    | 2T   | A    |